# 福の神
福の神（ふくのかみ）は狂言の演目のひとつ。派手な衣装に身を纏った福の神のその出で立ちと世俗的、庶民的な性格とのギャップを楽しむ祝言。

## 登場人物
- シテ：福の神
- アド：参詣者

## あらすじ
大晦日の夜、毎年神社で豆まきをして年を越すのを恒例としていた二人の男が福の神を祀るその神社へ参詣した。鬼は外、福は内と豆を持って囃し立てると、大きな笑い声をあげて福の神が現れる。福の神は「毎年参拝に来るお前達を金持ちにしてやろう。だから酒をくれ」と二人に要求する。男たちが福の神へ酒を奉げると、旨そうに飲みながら、福の神は歌いはじめる。金持ちになる秘訣として「早起きをし、他人に優しくし、客を拒まず、夫婦仲良くすることだ」と。